# Almosenbeutel

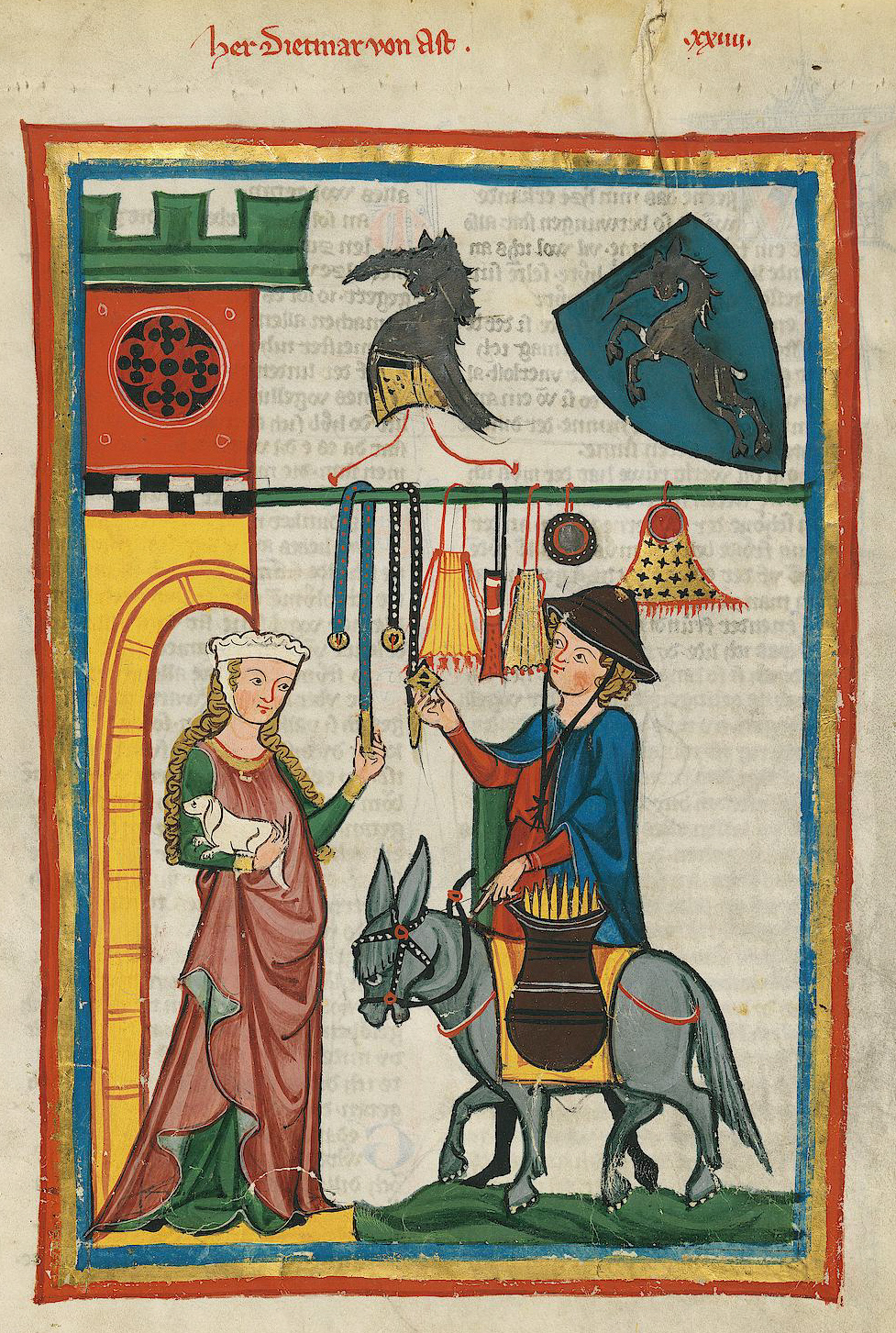
Codex Manesse, Dietmar von Aist: Sortiment Almosenbeutel

Als Almosenbeutel („aumônières sarrazinoises“, „bourse“, „gibecière“, gipser, nach Chaucer) bezeichnet man kleine, meist aufwendig verzierte Beutel aus kostbaren Materialien, die spätestens ab der Hochgotik in Mitteleuropa ein wichtiges Kleidungsaccessoire bildeten. Almosenbeutel sind meist flächig mit Seide und Goldlahn bestickt und waren damit nicht nur praktischer Ersatz für die in der mittelalterlichen Kleidung fehlenden Taschen, sondern auch kostbarer Repräsentationsgegenstand. 

## Geschichte und Herkunft
Zu den ersten schriftlichen Quellen, die den Almosenbeutel erwähnen, zählen die Reglementierungen der französischen Seidenstickergilden aus dem frühen 13. Jahrhundert. Obwohl die verwendete Bezeichnung „sarrazinoises“ eine Herkunft aus dem arabischen Raum nahelegt, lassen sie sich bereits im 12. Jahrhundert in Europa nachweisen. Frühere Exemplare aus dem byzantinischen Raum geben jedoch Hinweis darauf, dass es sich tatsächlich um eine Tradition aus dem Mittelmeerraum handelt.
In seiner Namensgebung spiegelt der Almosenbeutel die biblisch gebotene Freigiebigkeit der Christen für Bedürftige wider, die im Mittelalter in Wort und Bild zahlreiche Entsprechungen findet.

## Verwendung
Es wird angenommen, dass der Almosenbeutel im Mittelalter, das keine Taschen in der Kleidung kannte, Aufbewahrungsort für zahlreiche kleine Dinge des täglichen Lebens war, die oft mitgeführt wurden – sicher jedoch für Geld, das den am Gürtel frei hängenden Beutel Ziel für die sprichwörtlichen Beutelschneider werden ließ. Im Verlaufe des 14. Jahrhunderts führte dies offenbar dazu, dass der dekorative, aber auffällige Beutel zunehmend unter der zweiten Oberbekleidung, dem Surcot, der Schaube oder der Houppelande getragen wurde.
Neben der Möglichkeit, den eigenen Wohlstand durch eine besonders reich gearbeitete Tasche zur Schau zu stellen, belegen Textquellen ab dem 12. Jahrhundert, dass die oft mit Minneszenen gestalteten Taschen beliebte Liebesgaben waren. Das im höfischen Umfeld stark mit Ruf, Ansehen und Werben verbundene Streben, möglichst aufwendige Geschenke zu machen, zeigte sich in vielerlei Ausprägung im Rahmen der ritterlichen Kultur, die in Frankreich insbesondere im 14. Jahrhundert eine Blüte erlangte.

## Herstellung im Mittelalter
Besonders viele Exemplare sind aus französischer Fertigung erhalten, was zusammen mit den Zunftregeln in Paris, und einigen anderen Hinweisen deutlich macht, dass Paris vor weiteren Zentren der dekorativen Stickerei wie z. B. Köln ein starker Produzent solcher Taschen ab dem 13. Jahrhundert war. Zu dieser Zeit wird auch zunehmend das „opus anglicanum“, der figürliche, englisch beeinflusste Stickstil profaner und Minne darstellender Szenen beliebt. Im 14. Jahrhundert bringt die französische Produktion, die laut Handelsregistern in ihrem Zentrum Paris teilweise über 124 meist weibliche Spezialistinnen beschäftigte, die „nue“ genannte Anlegetechnik von Goldlahn, der durch die Befestigungsfäden dekorative Muster bildet, zur Perfektion.
Die Seidenhandwerkerinnen und -handwerker, die in bestimmten Teilen von Paris wohnten und arbeiteten, mussten sich strengen Prüfungen unterwerfen, die eine gleichbleibende Qualität dieses Produkts gewährleisten sollten. Die Berufszweige, die sich oft Läden und Werkstätten teilten, stellten hohe Anforderungen an ihre Lehrlinge, und entwickelten Regeln, um Techniken und Material vor Spionen anderer Werkstätten aus anderen Städten zu schützen.

## Formen und Konstruktionsdetails
Almosenbeutel sind in verschiedenen Formen nachweisbar. Dominant sind Beutel kleinerer Dimensionen, mit rechteckiger oder leicht trapezoider Form. Erhaltene Beutel weisen primär Verschlüsse in Form von durch Nestellöcher gezogenen Nestelbändern auf, jedoch auch der Tunnelzug wird verwendet. Gemeinsam ist die beidseitige Bestickung mit figürlichen Motiven oder Mustern, wobei diese jeweils fast ausschließlich flächig ausfallen, d. h. der gesamte Untergrund bestickt ist. Die Materialien sind fast ausschließlich, bis auf den Stickgrund aus Leinen, edlerer Natur, d. h. Seide mit Gold, Silber und Perlen sowie Edelsteinen.